# Oreocharis primuloides
Oreocharis primuloides är en tvåhjärtbladig växtart som först beskrevs av Friedrich Anton Wilhelm Miquel, och fick sitt nu gällande namn av George Bentham, Joseph Dalton Hooker och Charles Baron Clarke. Oreocharis primuloides ingår i släktet Oreocharis och familjen Gesneriaceae. Inga underarter finns listade i Catalogue of Life.